# Абадсалок
Абадсалок (угор. Abádszalók) — місто в центральній частині Угорщини, у мед'ї Яс-Надькун-Сольнок. Населення — 5079 чоловік (2009). Розташоване приблизно за 50 км на південь від Егеру на південній частині озера Тиса. Воно займає площу 132,23 км² (51 квадратну милю). Є одним з курортних і туристичних міст Угорщини. Головними туристичними місцями є озеро Тиса або довколишні пам'ятки.

## Історія
Перша згадка про місто датується 1271 роком. Спочатку два невеликі села - Tiszaabád і Tiszaszalók. У 1717 році села стають постійно населеними. У 1733 була побудована дерев'яна церква. У 1740 тут оселилися близько 44 сімей ремісників з Німеччини, чиї нащадки живуть досі. У селах починають також селитися протестантські поселенці. До 1770 католицького населення стало більшість. З 1850 року Tiszaabád і Tiszaszalók кілька разів об'єднувалися і роз'єднувалися знову. Остаточне злиття двох сіл сталася у 1896 році. Місто отримало назву від злиття частин колишніх назв сіл — Tisza (abád) і Tiszas (zalók).